# Spiller
Cristiano Spiller (Venetië, 3 april 1975) is een Italiaanse dj/producer die housemuziek maakt. Hij is vooral bekend van de hit Groovejet met Sophie Ellis-Bextor.

## Biografie
Cristiano Spiller begon in 1997 onder de naam Laguna, waarmee hij twee ep's uitbracht. Als Spiller bracht hij in 1998 de single Batucada uit. Deze werd gevolgd door Positive, waarop zangeres Moony de vocals verzorgde. In 1999 bracht hij de Miami EP uit met daarop een instrumentale versie van Groovejet (If This Ain't Love). Dit nummer werd in 2000 bewerkt tot een vocale versie met de Britse zangeres Sophie Ellis-Bextor. Deze versie groeide uit tot een van de zomerhits van dat jaar en verkocht twee miljoen keer. Opvolger Cry Baby deed het minder goed, maar viel op door een remix van Royksopp. Daarna maakte hij geen noemenswaardige hits meer. Wel richtte hij in 2003 het label Nano op.

## Discografie

### Hitnoteringen
| Single met hitnotering(en) in de Vlaamse Ultratop 50 | Datum van verschijnen | Datum van binnenkomst | Hoogste positie | Aantal weken | Opmerkingen             |
| ---------------------------------------------------- | --------------------- | --------------------- | --------------- | ------------ | ----------------------- |
| Groovejet (If This Ain't Love)                       | 2000                  | 23-09-2000            | 15              | 11           | met Sophie Ellis-Bextor |
| Cry Baby                                             | 2001                  | 02-02-2002            | tip 10          |              |                         |

| Single met eventuele hitnotering(en) in de Nederlandse Top 40 | Datum van verschijnen | Datum van binnenkomst | Hoogste positie | Aantal weken | Opmerkingen                                       |
| ------------------------------------------------------------- | --------------------- | --------------------- | --------------- | ------------ | ------------------------------------------------- |
| Groovejet (If This Ain't Love)                                | 2000                  | 23-09-2000            | 13              | 16           | met Sophie Ellis-Bextor / Dancesmash op Radio 538 |